# 과학수사대 스모킹 건
《스모킹 건》은 KBS 2TV에서 방송되는 과학 전문 교양 프로그램이다.

## 기획 의도
교묘하게 진화하는 범죄의 현장 속, 범인을 가리키는 결정적 증거 스모킹 건! 숨겨진 진실을 찾아내는 과학수사 현장의 생생한 이야기를 통해 피해자의 아픔에 공감하고 과학수사의 중요성과 역할을 알리는 프로그램.

## 방송 시간
| 방송 채널 | 방송 기간                          | 방송 시간                    | 비고      |
| --------- | ---------------------------------- | ---------------------------- | --------- |
| KBS 2TV   | 2023년 3월 29일 ~ 2023년 5월 24일  | 매주 수요일 밤 9:50 ~ 11:00  | 통합 편성 |
| KBS 2TV   | 2023년 5월 31일 ~ 2023년 9월 20일  | 매주 수요일 밤 9:45 ~ 10:50  | 통합 편성 |
| KBS 2TV   | 2023년 10월 4일 ~ 2023년 11월 1일  | 매주 수요일 밤 10:00 ~ 11:00 | 통합 편성 |
| KBS 2TV   | 2023년 11월 9일                    | 매주 수요일 밤 10:00 ~ 11:00 | 통합 편성 |
| KBS 2TV   | 2024년 1월 24일 ~ 2024년 3월 27일  | 매주 수요일 밤 10:15 ~ 11:15 | 통합 편성 |
| KBS 2TV   | 2024년 4월 3일 ~ 2024년 5월 8일    | 매주 수요일 밤 10:10 ~ 11:10 | 통합 편성 |
| KBS 2TV   | 2024년 7월 24일                    | 매주 수요일 밤 10:10 ~ 11:10 | 통합 편성 |
| KBS 2TV   | 2024년 5월 16일 ~ 2024년 7월 18일  | 매주 목요일 밤 10:15 ~ 11:15 | 통합 편성 |
| KBS 2TV   | 2024년 8월 13일 ~ 2024년 12월 3일  | 매주 화요일 밤 9:45 ~ 10:45  | 통합 편성 |
| KBS 2TV   | 2025년 4월 1일 ~ 현재              | 매주 화요일 밤 9:45 ~ 10:45  | 통합 편성 |
| KBS 2TV   | 2024년 12월 10일 ~ 2025년 3월 25일 | 매주 화요일 밤 9:50 ~ 10:50  | 통합 편성 |
| KBS 2TV   | 2025년 8월 5일                     | 매주 화요일 밤 9:50 ~ 10:50  | 통합 편성 |

## 출연자

### 현재 출연자
- 김복준
- 안현모
- 유성호
- 이지혜

### 이전 출연자
- 표창원
- 이혜원(1회~10회)
- 이유리 (11회 ~ 30회)

## 결방 사유
- 2023년 7월 19일 : 《청룡어워즈시리즈》 편성 관계로 결방
- 2023년 9월 27일 ~ 10월 4일 : 항저우 아시안 게임 중계방송 편성 관계로 결방
- 2024년 7월 25일 ~ 8월 8일 : 2024 파리 올림픽 편성 관계로 결방
- 2024년 9월 17일 : 《2024추석특선영화》 편성 관계로 결방
- 2024년 12월 24일 : 성탄특선영화 '30일' 편성 관계로 결방
- 2024년 12월 31일 : 송년특선영화《거미집》 편성 관계로 결방
- 2025년 1월 28일 : 《오래된 만남 추구1》재방송 편성 관계로 결방
- 2025년 7월 29일 : 스폐셜 편성으로 인한 결방

## 편성 변경
- 2025년 8월 5일 : 2025프로야구 기아 타이거즈  VS 롯데 자이언츠 중계로 인해 밤 9시 50분으로  편성 변경

## 같이 보기
관련 항목
- 과학
- 사건

방송 프로그램
- 과학카페, 과학스페셜, 궁금한 일요일 장영실쇼 (KBS 1TV)
- 발칙한 사물 이야기 다빈치 노트 (KBS 2TV)
- 최고다! 호기심딱지 (EBS 1TV)
- 사이언스 탐정, 한자로 통(通)하는 삼국지 (EBS 2TV)
- 맨 인 블랙박스 (SBS TV)
- 한문철의 블랙박스 리뷰 (JTBC)
- 권용주, 김나진의 차카차카 (MBC 표준FM)